# Yvonne Choquet-Bruhat

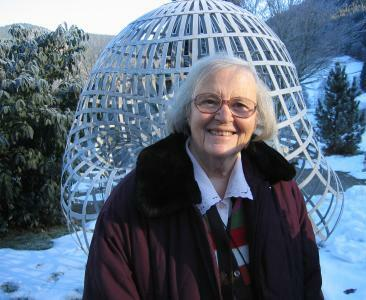
Yvonne Choquet-Bruhat

Yvonne Choquet-Bruhat, sinh ngày 29.12.1923 và mất ngày 11 tháng 2 năm 2025, là nhà toán học kiêm vật lý học người Pháp. Bà là người phụ nữ đầu tiên được bầu vào Viện Hàn lâm Khoa học Pháp và được thưởng Bắc đẩu bội tinh hạng Grand Officier.

## Tiểu sử
Bà là con của nhà vật lý học Georges Bruhat. Bà đậu bằng cử nhân năm 1941 và từ năm 1943 tới 1946 học ở École normale supérieure (Trường cao đẳng Sư phạm) tại Paris và đậu bằng thạc sĩ. Sau khi đậu thạc sĩ (được quyền dạy cấp đại học) bà dạy ở trường này từ năm 1946 tới năm 1949. Từ năm 1949 tới 1951 bà là phụ tá nghiên cứu ở Trung tâm Nghiên cứu Khoa học Quốc gia Pháp ("CNRS"), và đậu bằng tiến sĩ ở đây.
Năm 1951 và 1952 bà làm việc ở Viện nghiên cứu cao cấp Princeton (Hoa Kỳ), sau đó giảng dạy ở Đại học Marseille. Năm 1958 bà được thưởng Huy chương bạc của "Trung tâm nghiên cứu Khoa học quốc gia Pháp". Từ năm 1958 tới 1959 bà dạy ở Đại học Reims. Năm 1960 bà làm giáo sư ở Đại học Pierre-et-Marie-Curie (cũng gọi là Đại học Paris VI), cho tới khi nghỉ hưu năm 1992.
Bà được bầu là viện sĩ thông tấn Viện Hàn lâm Khoa học Pháp ngày 13.3.1978 và ngày 14.5.1979 trở thành viện sĩ chính thức, viện sĩ phụ nữ đầu tiên của Pháp. Từ năm 1980 tới 1983 bà làm chủ tịch Comité international de relativité générale et gravitation ("Ủy ban quốc tế về thuyết tương đối rộng và trường hấp dẫn"). Năm 1985 bà được bầu vào Viện Hàn lâm Khoa học và Nghệ thuật Hoa Kỳ.

## Công trình Khoa học
Bà là tác giả của gần 200 bài khảo cứu về toán học và về vật lý học, nhất là về thuyết tương đối rộng. Một số khám phá của bà được sử dụng trong các máy dò tìm sóng hấp dẫn như giao thoa kế VIRGO và LIGO.

## Đời tư
Yvonne Choquet-Bruhat kết hôn với Gustave Choquet. Họ có hai người con gái và một con trai.